# Ellisina gautieri
Ellisina gautieri är en mossdjursart som beskrevs av Fernandez Pulpeiro och Reverter Gil 1993. Ellisina gautieri ingår i släktet Ellisina och familjen Calloporidae. Inga underarter finns listade i Catalogue of Life.